# Муниципальная библиотека Праги
Муниципальная библиотека Праги (чеш. Městská knihovna v Praze) — крупнейшая публичная (муниципальная) библиотека столицы Чехии. По состоянию на 2011 год насчитывала свыше 2,29 млн единиц хранения.

## История
Первая публичная библиотека в Праге начала свою работу 1 июля 1891 года. Вначале в ней было 3370 книг, которые выдавались на руки или находились в читальном зале. С 1903 года она стала располагаться на современном месте — на углу улиц Платнержской, Жатецкой и Марианской площади в Старом городе. С 1898 по 1920 год директором был библиотекарь и известный поэт Антонин Сова, который начал создавать систему каталогов, учредил первые шесть филиалов и добивался, чтобы библиотека приобрела «достойное здание в центре города».
1 января 1922 года вступил в силу закон, соединяющий Прагу с 38 другими городами и посёлками. Сразу же было одобрено предложение объединить библиотеки этих муниципалитетов и создать единую столичную библиотеку Праги. Библиотечная сеть состояла из Центральной библиотеки и ещё 40 библиотек города. В фонде имелось около 260 000 томов и ежегодно выдавалось почти 700 000 книг. Подписи и каталоги были унифицированы, закупка книг централизована. Были созданы и другие библиотеки; в 1938 году библиотека в Праге имела 50 филиалов, библиотечный фонд насчитывал 640 тыс. томов, количество выдач около 2 млн. Писатель Ян Тон был директором библиотеки в 1920—1942 и 1945—1948 годах.
Во время немецкой оккупации тысячи книг, расово, политически и идеологически вредных с точки зрения нацистов, были выброшены, а несколько сотрудников библиотеки были заключены в тюрьму. В 1945 году нормальная работа библиотеки восстановилась, но после февраля 1948 года произошла полная идеологизация всей деятельности библиотеки (ориентир на коммунизм). Часть фонда, а также ряд квалифицированных сотрудников, были ликвидированы. В частности, с должности директора по политическим причинам был уволен Ян Тон.
После 1989 года цензура за работой библиотеки уменьшилась.
В 2015 году у библиотеки был 41 филиал и три библиотечных автобуса. Самая крупная библиотека в сети — Центральная библиотека на Марианской площади. Директор библиотеки — Томаш Ржехак.

## Директора
Директора библиотеки:
- Антонин Сова, 1898—1920.

- Ян Тон[чеш.], 1920—1942.

- Ян Грмела[чеш.], 1942 — май 1945.

- Ян Тон, май 1945 — 1 ноября 1948.
- Ярослав Фрей (отвечает за руководство), февраль 1948 — июнь 1949.
- Ярослав Кунц, 7 июня 1949 — май 1950.
- Йозеф Шмидт, Май 1951. — февраль 1954.
- Йозеф Хушек, февраль 1954 — февраль 1957.

- Рудольф Малек, 1 марта 1957 — 31 октября 1970.
- Владана Челедова, 1 ноября 1970 — 30 сентября 1978.
- Анна Бимкова, 1 октября 1978 — 30 июня 2002.
- Томаш Ржехак, с 1 июля 2002.